# Титизе
Титизе (нем. Titisee) — ледниковое озеро в южном Шварцвальде в германской федеральной земле Баден-Вюртемберг. Площадь водного зеркала составляет 1,07 км², площадь водосборного бассейна — 24,2 км². Средняя глубина — 20,5 м, максимальная достигает 39 м. Размеры озера — 1,87 на 0,75 км. Объём воды — 22,5 млн м³.
Преобладающие виды ихтиофауны Титизе — речной окунь и обыкновенная плотва. Также присутствуют популяции щуки, речного угря, кумжи и микижи.
Возникло в плейстоцене благодаря леднику с соседней вершины Фельдберг, наивысшей точки Шварцвальда и удерживается ледниковой мореной. Озеро находится на высоте 850 м над уровнем моря. На северном берегу расположен город Титизе-Нойштадт. К югу от Титизе расположено озеро Шлухзе.